# Maagperforatie
Een maagperforatie is een aandoening, waarbij er letterlijk een gat in de wand van de maag zit.

## Oorzaken
Voorbeelden van oorzaken:
- maagzweer
- trauma, zoals een schot- of steekwond

## Symptomen
Voorbeelden van symptomen:
- hevige pijn
- harde buik
- geen ontlasting en geen winden
- (bloed)braken
- shock

## Diagnostiek
Meestal is een maagperforatie het beste te zien op een gastroscopie.

## Behandeling
Indien een maagperforatie optreedt, dient de patiënt z.s.m. chirurgisch behandeld te worden. Het gat in de maagwand kan gehecht worden of de maag wordt per direct verwijderd (gastrectomie). Tevens zal er aan shockbestrijding gedaan worden, de maaginhoud uitgezogen worden en de patiënt ter voorkoming van ontstekingen antibiotica krijgen.